# Plan de Ordenación del Territorio de la Costa del Sol Oriental-Axarquía
El Plan de Ordenación del Territorio de la Costa del Sol Oriental-Axarquía es un instrumento de ordenación territorial que establece los elementos básicos para la organización y estructura de la comarca de la Axarquía (España), siendo el marco de referencia territorial para los PGOUs municipales y para las actuaciones con incidencia en la ordenación del territorio.
Redactado por la Consejería de Obras Públicas de la Junta de Andalucía, fue aprobado por decreto 147/2006, de 18 de julio y publicado en el BOJA Nº 192 de 03/10/2006.